# Nikolaj Muravjov-Amurskij
Nikolaj Nikolajevitj Muravjov-Amurskij, född den 23 augusti 1809, död den 30 november 1881, var en rysk greve, diplomat och statsman. Han var farbror till Nikolaj Muravjov (1850–1908).
Muravjov var guvernör i Kursk 1836-40, i Grodno 1840-47, därpå en kortare tid i Tula och utnämndes i december 1847 till generalguvernör över Östsibirien.
Han erövrade hela Amurområdet, anlade nära Amurflodens mynning 1850 staden Nikolajevsk, främjade energiskt landets geografiska utforskning och begynnande kolonisering samt avtvang Kina (Qingdynastin) fördraget i Aigun (28 maj 1858), varigenom hela Amurområdet avträddes till Ryssland. Muravjov belönades med grevevärdighet och fick tillnamnet "Amurskij".
Genom en flottdemonstration mot Edo avtvang Muravjov Japan 1859 ett för Ryssland fördelaktigt fördrag, varigenom bland annat ön Sachalin avträddes till Ryssland. Muravjov återvände 1861 till Petersburg och blev medlem av riksrådet. Monument över Muravjov restes i Blagovesjtjensk och Chabarovsk.